# 黄埔軍官学校の人物一覧
この項目は、黄埔軍官学校に関する人物の一覧である。

## 教官

### 中国国民党
- 蔣介石（校長）
- 廖仲愷（党代表）
- 李済深（教練部主任、副校長）
- 何応欽（総教官、教練部主任）
- 周仏海（総教官）
- 鄧演達（教練部副主任兼学生総隊長）
- 戴季陶（政治部主任）
- 王柏齢（中国語版）（教授部主任）
- 厳重（学生隊副総隊長）
- 范荩（3期学生隊第7隊長）
- 李尚庸（兵器教官）
- 陳誠（砲兵教官、特科大隊長）
- 張治中（学生団団長、入伍生総隊隊長代理、軍官団団長、武漢分校教育長）
- 陳立夫（校長弁公庁機要秘書）
- 欧陽鍾（管理科交通股股長）
- 王震南（中国語版）（政治部軍法処軍法官）
- 周至柔（工科大隊南大隊隊附）

### 中国共産党
- 周恩来（政治部副主任）
- 葉剣英
- 聶栄臻（政治部秘書兼政治教官）
- 楊林（第3期学生隊第4隊隊長、技術助教、技術主任教官）
- 崔庸健（区隊長）
- 呉成崙（ロシア語教官）
- 梁道夫（中国語版）（ロシア砲教官）

### ソビエト連邦
- ヴァシーリー・ブリュヘル

(中文相当箇所)

## 生徒

### 1期生
1924年5月5日入学、1924年11月30日卒業、456名（第6隊のみ翌年2月）
- 一級上将：胡宗南、桂永清（中国語版）（死後一階級特進）
- 二級上将：関麟徴
- 中将：杜聿明、范漢傑、霍揆章、鄭洞国、黄梅興（中国語版）（死後一階級特進）、陳烈、馮聖法（中国語版）、史宏烈
- 少将：譚煜麟（中国語版）、鄧子超
- 紅軍：徐向前（人民解放軍元帥）、陳賡（人民解放軍大将）、蔡申熙（中国語版）、蔣先雲（中国語版）
- 海軍：李之竜（中国語版）（中将）
- 空軍：王叔銘（一級上将）
- 和平建国軍：劉夷（中将）、劉明夏、黄子琪、謝文達（いずれも少将）

### 2期生
1924年8月1日入学、1925年9月6日卒業、499名
- 中将：王耀武、方天、姚中英（中国語版）（死後一階級特進）史宏熹
- 上校：唐循
- 和平建国軍：陳孝強、張海帆（いずれも少将）

### 3期生
1924年10月1日入伍生総隊入隊、25年1月（7月1日とも）学生隊入隊、1926年1月17日卒業
- 二級上将：方先覚（中国語版）
- 中将：康沢（中国語版）、李天霞（中国語版）、龍慕韓（中国語版）、王竣（中国語版）（死後一階級特進）、戴安瀾（中国語版）（死後一階級特進）
- 少将：王潤波（中国語版）（死後一階級特進）、李逸泰
- 空軍：張廷孟（中将）、毛邦初（中将）、張聖哲（三等機械正）

### 4期生
1926年1月入伍生総隊入隊、26年3月8日学生隊入隊、10月4日卒業、2654名
- 中将：張霊甫、李弥、蔣堅忍、闕漢騫（中国語版）
- 少将：滕傑
- 上校：権晙（韓国陸軍少将）
- 少校：朴孝三
- 紅軍：林彪、グエン・ソン（李英嗣）、張世傑（金洪默）、段徳昌（中国語版）

### 5期生
1926年8月入隊、第3～第5大隊1927年7月18日卒業（武昌）、第1、第2、第6大隊8月15日卒業（南京）
- 中校：朴始昌、張興（韓国陸軍少将）
- 紅軍：陶鋳、楊志成（人民解放軍上将）、宋時輪（人民解放軍上将）、李振亜（中国語版）

### 6期生
1926年10月入隊、1929年2月24日718名卒業（黄埔本校）、5月3534名卒業（南京本校）
- 中将：戴笠（追贈）、孫明瑾（中国語版）
- 少将：呉俊
- 紅軍：羅瑞卿（人民解放軍大将）
- 空軍：劉国運（二級上将）、向周全

### 8期生
1930年5月入学、1933年5月卒業（第1総隊）、1930年10月入学、1933年11月卒業（第2総隊）
- 上尉：羅月煥

(中文相当箇所)